# مدیریت خشم (فیلم)
مدیریت خشم (انگلیسی: Anger Management) فیلمی در ژانر کمدی به کارگردانی پیتر سگال است که در سال ۲۰۰۳ منتشر شد.

## بازیگران
- آدام سندلر
- جک نیکلسون
- مریسا تومی
- جان تورتورو
- لوئیس گازمن
- جاناتان لاوران
- کرت فولر
- کریستا آلن
- جنیوری جونز
- وودی هارلسون
- کوین نیلن
- آلن کاورت
- جان سی ریلی
- هدر گراهام
- باب نیت
- جان مک‌انرو
- درک جیتر
- راجر کلمنس
- رودی جولیانی
- هری دین استنتون
- لین تیگپن
- نانسی کرل
- کنراد گود

## خلاصه
«دیو بازنیک» (سندلر) تاجر خونسرد و آرامی است که پس از یک سلسله سوء تفاهم های غریب محکوم می شود که یک دوره ی روان درمانی «مهار کردن خشم» را بگذراند. دیری نگذشته که «دیو» خود را با «دکتر بادی رایدل» (نیکلسن)، روان درمان گری معروف رودررو می بیند...